# Camilla Läckberg
Jean Edith Camilla Läckberg (Fjällbacka, Suècia, 30 d'agost de 1974) és una popular novel·lista de misteri sueca. L'acció dels seus llibres transcorre al seu poble natal, la petita localitat costanera de Fjällbacka, o als voltants. Els protagonistes són l'escriptora Erica Falck i la seva parella, el policia Patrik Hedströn. Les seves novel·les han encapçalat les llistes de supervendes a Suècia i han estat traduïdes a 25 idiomes.

## Obres

### Sèrie "Erica Falck i Patrik Hedström"
- 2002 - Isprinsessan - La princesa de gel, traduïda per Meritxell Pucurull (2010)
- 2004 - Predikanten - Els crits del passat, traduïda per Meritxell Pucurull (2011)
- 2005 - Stenhuggaren - Les filles del fred, traduïda per Lluís Solanes Poch (2009)
- 2006 - Olycksfågeln - Crim en directe, traduïda per Cristina Casas Peregrina (2010)
- 2007 - Tyskungen - Empremtes que mai s'esborren, traduïda per Cristina Casas Peregrina (2011)
- 2008 - Sjöjungfrun - L'ombra de la sirena, traduïda per Meritxell Salvany (2012)
- 2009 - Fyrvaktaren - Els vigilants del far, traduïda per Cristina Casas Peregrina (2013)
- 2011 - Änglamakerskan - La mirada dels àngels, traduïda per Meritxell Salvany (2014)
- 2014 - Lejontämjaren - El domador de lleons, traduïda per Meritxell Salvany (2015)
- 2017 - Häxan - La bruixa, traduïda per Marc Delgado Casanovas (2018)
- 2022 - Gökungen - El niu del cucut, traduïda per Marc Delgado Casanovas (2023)

### Sèrie "La venjança de la Faye"
- 2019 - En bur av guld - La gàbia d'or, traduïda per Marc Delgado Casanovas (2019)
- 2020 - Vingar av silver - Ales de plata, traduïda per Marc Delgado Casanovas (2021)
- 2024 - Drömmar av brons - Sommis de bronze, traduïda per Marc Delgado Casanovas (2025)

### Sèrie "Mina & Vincent"
Coautora juntament amb Henrik Fexeus
- 2021 – Box - El mentalista, traduïda per Marc Delgado Casanovas i Pontus Sánchez Giménez
- 2022 – Kult - La secta, traduïda per Jordi Boixadós
- 2023 – Mirage - El miratge, traduïda per Jordi Boixadós

### Altres novel·les policíaques
- 2020 - Kvinnor utan nåd - Dones que no perdonen, traduïda per Marc Delgado Casanovas (2020)
- 2021 - Gå i fängelse - Veritat o repte, traduïda per Marc Delgado Casanovas (2023)

### Llibre de relats
- 2006 - Snöstorm och mandeldoft - Tempesta de neu i aroma d'ametlles, traduïda per Marc Delgado Casanovas (2016)

### Llibres de cuina
Coautora juntament amb Christian Hellberg.
- 2008 - Smaker från Fjällbacka
- 2011 - Fest, mat och kärlek

### Libres infantils
- 2011 - Super-Charlie

## Premis
- 2005: Premi SKTF a l'escriptora de l'any
- 2006: Premi de literatura del poble suec